# Ordine del servizio distinto (Malaysia)
L'ordine del Servizio distinto è un ordine cavalleresco della Malaysia.

## Storia
L'ordine è stato fondato il 2 maggio 1995 per premiare servizi meritevoli.

## Classi
L'ordine dispone dell'unica classe di cavaliere che dà diritto al post nominale PJN.

## Insegne
- Il nastro è rosso con una striscia blu centrale caricata di due strisce gialle e con bordi bianchi.